# Single Video Theory
Single Video Theory è un documentario musicale diretto da Mark Pellington che segue le fasi di registrazione del quinto album dei Pearl Jam, Yield.

## Riassunto
Il documentario fu realizzato su una pellicola di 16mm, in tre giorni di novembre del 1997. Il DVD riprende le sessioni per la registrazione di Yield a Seattle e alcune interviste ai membri della band. Il termine "single video theory" è un gioco di parole su "single bullet theory" (teoria di un solo proiettile), che riguardava l'assassinio di John Fitzgerald Kennedy.

## Tracklist
1. All Those Yesterdays
2. Faithfull
3. Brain of J.
4. Given to Fly
5. No Way
6. MFC
7. Wishlist
8. In Hiding
9. Low Light
10. Do the Evolution

## Crediti
- Jeff Ament
- Stone Gossard
- Jack Irons
- Mike McCready
- Eddie Vedder
- Diretto da Mark Pellington
- Produzione esecutiva di Kelly Curtis e Cameron Crowe
- Prodotta da Tom Gorai e Bill Roare
- Produzione associata da Ellen Dux, Adam Schwartz, Lisa Stewart
- Canzoni missate da Brendan O'Brien
- Editato da Adam Schwartz